# فرودگاه نیافونکه
 فرودگاه نیافونکه (به انگلیسی: Niafunké Airport) یک فرودگاه همگانی است . این فرودگاه در کشور مالی قرار دارد و در ارتفاع ۲۶۴ متری از سطح دریا واقع شده است.